# ويليام دان نوكس
ويليام دان نوكس (بالإنجليزية: William Dunn Knox)‏ هو رسام أسترالي، ولد في 1880، وتوفي في 1945.